# サルヴァドール・ソブラル
サルヴァドール・ティアム・ヴィラル・ブランカンプ・ソブラル (Salvador Thiam Vilar Braamcamp Sobral、1989年12月28日-)は、ポルトガル出身の歌手。
チェット・ベイカーから影響を受けたことを公言しており、ジャズをベースにポップスなどの要素を取り入れた音楽を作り上げている。
音楽グループ「Alexander Search」ではボーカルを担当。シンガーソングライターとして活動するルイーザ・ソブラル (Luísa Sobral)は実姉。

## 来歴
1989年、ポルトガルのリスボンで生まれる。
バルセロナにある音楽学校「Taller de Músics」で、本格的に音楽の勉強をした。
2009年、「ポップアイドル」のポルトガル版にあたるテレビ番組「Ídolos」の第3シーズンに出演。ファイナリストまで残った。
2016年、デビュー・アルバムとなる作品「Excuse Me」を発表。
ユーロビジョン・ソング・コンテスト2017のポルトガル代表を決める国内選考「Festival da Canção」にて、楽曲「Amar pelos dois」を歌い、優勝。
ユーロビジョン・ソング・コンテスト2017にポルトガル代表として出場した。
2019年3月にアルバム「Paris, Lisbon」を発表。

## 私生活
2017年9月、健康上の理由により、音楽活動を一時休止することを発表した。翌2018年1月、問題を抱えていた心臓の移植手術を終え、退院したことが発表された。
2018年12月、ベルギー生まれの女優であるジェナ・ティアムと結婚した。

## ディスコグラフィ

### アルバム
- Excuse Me (2016年)
- Paris, Lisbon (2019年)

### シングル
- Amar pelos dois (2017年)